# Прядченко Микола Данилович
Мико́ла Дани́лович Пря́дченко (13 червня 1951, Вінницькі Стави Васильківського району Київської області — 19 травня 2014, Київ) — український балетмейстер і педагог. Народний артист Української РСР (1982).

## Життєпис

Могила Миколи Прядченка

Десятирічним хлопчиком переїхав до Києва для навчання хореографії.
1968 — закінчив Київське хореографічне училище (викладач Валентина Петрівна Єфремова). Серед його учителів — В. А. Денисенко, нині — народний артист України (2017).
1969—1998 — артист балету Національного академічного театру опери та балету України імені Тараса Шевченка.
1977 — разом з партнеркою Ніною Семизоровою виступив на ІІІ Міжнародному конкурсі артистів балету в Москві — став лауреатом 3-ї премії.
1990 — закінчив балетмейстерське відділення Московського театрального інституту (ГІТІС).
Після 1998 працював педагогом і репетитором Національної опери України, виховав цілу плеяду талановитих артистів балету. Серед його учнів — Євген Кайгородов, Максим Мотков, Ганна Дорош, Геннадій Жало, Ян Ваня, Іван Путров, Максим Чепик, Сергій Полунін, Денис Недак, Микола Міхеєв, Євген Лагунов, Максим Ковтун, Тетяна Льозова.
Помер на 63-му році життя 19 травня 2014 року. Похований в Києві у колумбарії Байкового кладовища (50°24′59.10″ пн. ш. 30°30′5.60″ сх. д. / 50.4164167° пн. ш. 30.5015556° сх. д.).

## Партії
- Паріс і князь («Лілея»)
- Лукаш («Лісова пісня»)
- Принц Зігфрід («Лебедине озеро»)
- Принц Дезіре («Спляча красуня»)
- Принц («Лускунчик»)
- Граф Альберт («Жізель»)
- Джеймс («Сільфіда»)
- Базіль («Дон Кіхот»)
- Люсьєн («Пахіта»)
- Солор («Баядерка»)
- Ферхад («Легенда про кохання» Мелікова)